# سری‌ولی پوتور
سری‌ولی پوتور (به انگلیسی: Srivilliputhur) یک شهر در هند است که در ناحیه وردوهناگر واقع شده‌است. سری‌ولی پوتور ۷۵٬۳۹۶ نفر جمعیت دارد و ۱۴۶ متر بالاتر از سطح دریا واقع شده‌است.